# Timimun
Timimun (arab. تميمون, fr. Timimoun) – miasto i oaza w centralnej Algierii.